# Міжнародний союз лібертаріанських партій
Міжнародний альянс лібертаріанських партій (IALP) – це альянс лібертаріанських політичних партій у всьому світі. Його місія полягає у просуванні лібертаріанської політики на міжнародному рівні.
На лібертаріанській національній конвенції 2014 року в США колишнього голову лібертаріанського національного комітету Джеффа Ніла було призначено допомогти у створенні альянсу глобальних лібертаріанських партій. 6 березня 2015 року було створено IALP, до якого увійшли десять членів-засновників. Станом на 2022 IALP налічує 21 члена.

## Члени
| Країна          | Партія                                                  | Місця (нижня палата)            | Місця (верхня палата) |
| --------------- | ------------------------------------------------------- | ------------------------------- | --------------------- |
| Австралія       | Ліберально-демократична партія Австралії                | 0 / 151                         | 0 / 76                |
| Бельгія         | Шаблон:Лібертаріанська партія Бельгії)                  | 0 / 150                         | 0 / 60                |
| Канада          | Лібертаріанська партія Канади                           | 0 / 338                         | 0 / 105               |
| Колумбія        | Libertario                                              | 0 / 172                         | 0 / 108               |
| Чехія           | Партія вільних чехів                                    | 0 / 200                         | 1 / 81                |
| Франція         | Parti Libéral                                           | 0 / 577                         | 0 / 348               |
| Німеччина       | Партія розуму                                           | 0 / 709                         | 0 / 69                |
| Італія          | Лібертаріанський рух Італії                             | 0 / 630                         | 0 / 321               |
| Кот-Д'Івуар     | Свобода і демократія для республіки                     | 0 / 255                         | 0 / 99                |
| Нідерланди      | Лібертаріанська партія Нідерландів                      | 0 / 150                         | 0 / 75                |
| Норвегія        | Партія капіталістів                                     | Storting0 / 169 Sámediggi0 / 39 |                       |
| Польща          | KORWiN                                                  | 2 / 460                         | 0 / 100               |
| Португалія      | Partido Libertário                                      | 0 / 230                         |                       |
| росія           | Лібертаріанська партія росії                            | 0 / 450                         | 0 / 170               |
| Шотландія       | Шотландська лібертаріанська партія                      | 0 / 59                          | 0 / 129               |
| ПАР             | Лібертаріанська партія Південно-Африканської Республіки | 0 / 400                         | 0 / 90                |
| Іспанія         | Partido Libertario                                      | 0 / 350                         | 0 / 265               |
| Швеція          | Класично ліберальна партія Швеції                       | 0 / 349                         |                       |
| Швейцарія       | Партія незалежності Швейцарії нагору!                   | 0 / 200                         | 0 / 46                |
| Велика Британія | Лібертаріанська партія Великої Британії                 | 0 / 650                         | 0 / 778               |
| США             | Лібертаріанська партія США                              | 0 / 435                         | 0 / 100               |